# CV anonyme
Un CV anonyme est un curriculum vitæ qui, contrairement à l'usage, ne comporte aucune information permettant d'identifier le postulant, ce qui est supposé permettre de lutter contre les discriminations à l'embauche.
Les informations ne figurant généralement pas dans un CV anonyme sont notamment : une photographie, le nom, le prénom, l'adresse, le sexe, l'âge ou la date de naissance, la nationalité …

## En Europe

### Allemagne
En Allemagne, le CV anonyme a été expérimenté depuis novembre 2010 dans quatre grandes entreprises ainsi qu’une PME et trois administrations publiques.

### Belgique
Depuis 2005, la Belgique utilise le CV anonyme dans l’administration fédérale, d’une part, pour le recrutement du personnel contractuel et, d’autre part, pour la mobilité interne des fonctionnaires.

### France
La loi du 31 mars 2006 pour l'égalité des chances rend obligatoire l'utilisation des CV anonymes pour les entreprises de plus de 50 salariés. Les modalités pratiques de cette utilisation ainsi que les sanctions encourues en cas de non-respect de l'anonymat des CV doivent être déterminées par un décret en Conseil d'État.

#### Législation en vigueur
Après l'article L1221-6 du Code du Travail :

« Les informations demandées, sous quelque forme que ce soit, au candidat à un emploi ou à un salarié ne peuvent avoir comme finalité que d'apprécier sa capacité à occuper l'emploi proposé ou ses aptitudes professionnelles.
Ces informations doivent présenter un lien direct et nécessaire avec l'emploi proposé ou avec l'évaluation des aptitudes professionnelles. Le candidat à un emploi ou le salarié est tenu d'y répondre de bonne foi. »

L'article 24 de la Loi du 31 mars 2006 pour l'égalité des chances a inséré le texte suivant, article L1221-7 :

« Dans les entreprises de cinquante salariés et plus, les informations mentionnées à l’article L. 1221-6 et communiquées par écrit par le candidat à l’emploi doivent être examinées dans des conditions préservant son anonymat. Les modalités d’application du présent article sont déterminées par décret en Conseil d’État. »

#### Non-application
Depuis 2006, le gouvernement n'a pas pris le décret prévu par la loi. En 2009, un "bilan d'étape" a été demandé au CREST(Centre de recherche en économie et statistique) et en juillet 2011, une note de Pôle emploi, reprenant les conclusions du CREST, a estimé que :

« Les résultats indiquent que le CV anonyme n’améliore pas, en moyenne, les chances d’accéder à un entretien d’embauche pour les publics susceptibles d’être discriminés. Son impact est même négatif sur les taux d’accès aux entretiens des candidats issus de l'immigration ou résidant en Zus/Cucs. L’absence d’effets moyens pour certaines catégories masque toutefois des différences importantes en fonction de certaines caractéristiques des recruteurs. Ainsi, le recours au CV anonyme agit contre la tendance des recruteurs à privilégier des candidats du même genre qu’eux-mêmes.
L’effet défavorable du CV anonyme sur les chances d’accès à l’entretien des candidats immigrés et/ou résidant Zus/Cucs peut s’expliquer par le profil particulier des entreprises qui ont été volontaires pour participer à l’expérimentation.
Dans certaines configurations, l’usage du CV anonyme a eu pour effet de modifier les pratiques des recrutements et de réduire les risques de discrimination dans l’accès aux entretiens d’embauche, voire à l’emploi. »

La méthodologie de l'enquête (entreprises volontaires, peu nombreuses et courte durée de l'étude) ont été critiquées. Pour le PS, Najat Vallaud-Belkacem, secrétaire nationale aux questions de société, met en doute ses conclusions, soulignant que leur étude "ne porte que sur un échantillon réduit et surtout sur des entreprises assez peu représentatives".
Sur la base de ce rapport, Yazid Sabeg, homme d'affaires et Commissaire à l'égalité des chances, a annoncé en août 2011 que le CV anonyme ne sera pas généralisé à toutes les entreprises de plus de 50 salariés.
Un premier recours devant le Conseil d'Etat a été déposé par David van der Vlist le 15 novembre 2010 en vue de contraindre le gouvernement à prendre le décret d'application nécessaire. 
Le 3 mai 2011, la section  MoDem de SciencesPo, estimant qu'« il n'est pas normal qu'en France des lois soient votées sans jamais être appliquées, alors que le gouvernement a l'obligation juridique de prendre tous les décrets d'application nécessaires », a annoncé la saisine du Conseil d'Etat et le dépôt d'une question prioritaire de constitutionnalité sur la question. Le 9 juillet 2014, le Conseil d'État a annulé le refus implicite du Premier ministre de prendre le décret d'application de la loi sur le CV anonyme et lui a enjoint de prendre ce décret dans un délai de six mois,.
Le 6 octobre 2014, dans le cadre de la loi « simplification et développement du travail, de la formation et de l'emploi » un amendement est voté conséquemment au fait que les décrets d'application du CV anonyme n'aient jamais été pris. Il s'avère que l'utilisation du CV anonyme est rendue difficile par « la part prise par les réseaux sociaux qui tournent le dos à ce souhait [...] d'anonymisation ». Cet amendement recommande l'usage du CV citoyen dans les processus de recrutement, afin de prendre en compte toutes les compétences (pas seulement professionnelles) de la personne. Le CV citoyen est né du travail de l'Observatoire du Dialogue et de l'Intelligence Sociale (ODIS), et fait l'objet d'un manifeste qui réunit des syndicats, des entreprises, des professionnels du recrutement, des associations telles que l'Association Nationale des Directeurs des Ressources Humaines (ANDRH).

#### Expérimentations locales
Certaines entreprises en France ont expérimenté le CV anonyme avec succès. C'est le cas par exemple de la SSII Informatique Norsys et du groupe d'Assurance AXA pour les recruteurs finaux :
- la SSII Norsys[11]

- le groupe AXA sous l'impulsion volontariste de Claude Bébéar[12]

Par ailleurs, des sites de recrutement mettent en œuvre cette démarche :
- TalJob[13] propose l'étape "recherche" [14]masquant les critères personnels (mode semi-anonyme) ou une phase "recherche & convocation" complètement anonyme (mode anonyme). L'incitation à utiliser le mode anonyme est financière;
- MyJob.Company[15] propose aux candidats d'anonymiser leur candidature (nom, prénom et photo) pour n'être sélectionnés que sur leur savoir-être (personnalité) et savoir-faire (compétences) en utilisant la technologie de matching fairwa.re[16]. Cette technologie est actuellement testée par Pôle Emploi Aquitaine et Midi-Pyrénées[17].
- Tapewo "Talented People at Work"[18] est un job-board qui fonctionne exclusivement sur le principe du CV anonyme. La phase de mise en relation entre les candidats et les recruteurs se fait sur plusieurs critères notamment les compétences et le savoir-être.

### Grande-Bretagne
En Grande-Bretagne, les libéraux démocrates ont déposé  en 2009 un amendement tendant à obliger les employeurs à utiliser le CV anonyme. Cet amendement a été retiré, le gouvernement attendant les résultats d’un « testing ». Les résultats de ce dernier ont été publiés en octobre 2009, ils montrent l’existence de discriminations à l’embauche[réf. nécessaire].

### Pays-Bas, Suède et Suisse
Aux Pays-Bas, en Suède et en Suisse, des expériences de CV anonymes ont été réalisées localement, mais leurs résultats n’ont pas été jugés suffisamment concluants pour que la législation soit modifiée.

## Études sur l'efficacité
Les études, en France, montrent que, contrairement à ce qui était supputé, l'utilisation des CV anonymes pénalise les candidats issus de l’immigration ou résidant en Zone Urbaine Sensible. Une piste d'explication est que l'anonymisation du CV, en ôtant des informations sur les candidats, empêche les employeurs de faire une « discrimination positive » à l'avantage des candidats potentiellement discriminés,. Les recruteurs ne discrimineraient donc pas les candidats issus de l'immigration mais au contraire pardonneraient plus facilement les "trous" dans le CV ou des fautes d'orthographe quand ils connaissent les origines et cette indulgence disparaîtrait logiquement avec les CV anonymes. Ainsi, avec un CV nominatif, les candidats issus de l'immigration et/ou résidant en zone urbaine sensible (ZUS) ont une chance sur dix d'obtenir un entretien, les autres une chance sur huit. Cependant, lorsque le CV est anonyme, cette chance chute à une sur 22 pour les candidats issus de l'immigration.